# 咸熙
咸熙（264年五月—265年十二月）是三国时期曹魏的君主魏元帝曹奂的第二个年号，共计2年，也是曹魏政权的最后一个年号。
咸熙二年十二月，曹奂被迫禅位于司马炎。曹魏灭亡，晋朝建立。

## 改元
- 景元五年——五月十五日，改元為咸熙元年。[2][3]
- 咸熙二年——十二月十七日，改元為泰始元年。[2][4][5]

## 大事紀
- 咸熙元年——七月司馬昭正式設置五等爵，級別在列侯之上。
- 咸熙二年——十二月十三日，魏元帝禪位；十七日，晉王司馬炎繼位稱帝，建立西晉。[2]

## 紀年農曆對照表
表格中各月的干支即為各月的第1日，「大」表示該月有30日，「小」表示該月有29日，「閏月」表格中的中文數字表示該年為閏某月（比如「十一辛巳」裡有中文數字「十一」，即表示該行所在年份有閏十一月），各月初一底下的數字表示對應的西曆日期。
| 西元  | 干支 | 紀年     | 正月   | 二月   | 三月   | 四月   | 五月   | 六月   | 七月   | 八月   | 九月   | 十月   | 十一月 | 十二月   | 閏月       |
| ----- | ---- | -------- | ------ | ------ | ------ | ------ | ------ | ------ | ------ | ------ | ------ | ------ | ------ | -------- | ---------- |
| 264年 | 甲申 | 咸熙元年 |        |        |        |        | 庚申小 | 己丑大 | 己未小 | 戊子大 | 戊午小 | 丁亥大 | 丁巳小 | 丙戌大   |            |
| 264年 | 甲申 | 咸熙元年 |        |        |        |        | 6/12   | 7/11   | 8/10   | 9/8    | 10/8   | 11/6   | 12/6   | 265/1/4  |            |
| 265年 | 乙酉 | 咸熙二年 | 丙辰大 | 丙戌小 | 乙卯大 | 乙酉小 | 甲寅大 | 甲申小 | 癸丑大 | 癸未小 | 壬子大 | 壬午小 | 辛亥大 | 庚戌大   | 十一辛巳小 |
| 265年 | 乙酉 | 咸熙二年 | 2/3    | 3/5    | 4/3    | 5/3    | 6/1    | 7/1    | 7/30   | 8/29   | 9/27   | 10/27  | 11/25  | 266/1/23 | 12/25      |

| 咸熙 | 元年              | 二年          |
| ---- | ----------------- | ------------- |
| 东吴 | 永安七年 元兴元年 | 二年 甘露元年 |

## 参看
- 中國年號索引

## 外部連結
- 李崇智. . 北京: 中華書局. 2004年12月. ISBN 7101025129.

| 前一年號： 景元 | 曹魏年号 咸熙 | 下一年號： 泰始 |